# Aelia Eudocia
Aelia Eudocia (401 – 460 AD) a fost o împărăteasă bizantină, consoarta lui Teodosie al II-lea. Păgână în prima parte a vieții, s-a creștinat pentru căsătoria cu împăratul, cu care a avut trei copii, Licinia Eudoxia, Flaccilla și Arcadius. Este cunoscută pentru operele în hexametri pentru care ea este una din cele mai bine documentate poete ale Antichității.

## Biografie
Eudocia a purtat inițial numele de Athenais și a fost fiica unui prosper filozof atenian, Leontius, cu care a studiat retorică, literatură și filozofie. Pe când avea 12 ani, mama ei moare, iar ea preia treburile gospodăriei.
În 420, când Leontius moare, Athenais află cu surprindere că tatăl își lăsase averea fraților de sex masculin, iar ea primise doar 100 de monede. În consecință, pleacă la Constantinopol pentru a obține o reparație.
Acolo o întâlnește pe Pulcheria, sora și regenta lui Theodosie al II-lea, care fusese uns co-împărat în 402, la vârsta de un an, și devenise autocrat unic în 408, la moartea tatălui său Arcadius. Pulcheria îi căuta acestuia o soție și se decide asupra lui Athenais, care etala nu numai calități intelectuale, ci și frumusețe. Theodosie are 20 de ani și sursele istorice sugerează că e dragoste la prima vedere: cei doi se căsătoresc, iar tânărul împărat organizează curse sărbătorești la Hipodrom.

### Împărăteasă consoartă
Schimbarea de nume din Athenais în Eudocia e determinată de căsătorie, care o obligă să se convertească la creștinism, religia oficială a Imperiului. Prima decizie personală pe care o ia pare a fi legată de educația filozofică pe care o primise: atunci când aud că devenise împărăteasă, frații moștenitori ai averii încearcă să își facă urma pierdută, dar în loc să se răzbune, Eudocia îi cheamă la Constantinopol și le oferă demnități.
Trec aproape 20 de ani, timp în care sursele istorice nu mai consemnează alte evenimente în viața Eudociei. Între ea și Pulcheria, sora lui Theodosie, apare o rivalitate fără consecințe drastice. În rest, sursele menționează doar implicarea Eudociei în construcția Zidului Teodosian, ca răspuns la amenințarea hunilor. Principală realizare a domniei lui Teodosie cel Tânăr, acest zid a marcat vreme de o mie de ani limita orașului și a fost un dispozitiv de apărare formidabil, care a salvat în repetate rânduri Bizanțul.

### Pelerinajul la Ierusalim și repudierea
Eudocia reapare în prim plan de-abia în 438, când pleacă într-un pelerinaj la Ierusalim. După modelul înaintașei ei Elena, inițiază construcția unor biserici și revine la Constantinopol cu relicve. Este aclamată în Antiohia, unde ține un discurs. Dar, la întoarcere, în jurul anului 443, părăsește Palatul Imperial în condiții neclare. Este vorba de suspiciunile lui Theodosie despre o legătură amoroasă a Eudociei cu un oarecare Paulinus. O poveste căreia istoricii îi acordă puțin credit spune că Paulinus i-ar fi oferit lui Theodosie un măr frigian uriaș, dar Theodosie și-ar fi dat seama că este vorba de același măr pe care îl oferise el însuși Eudociei, lucru pe care Paulinus nu îl știa. Asta îi naște suspiciuni de adulter. Chestionată, Eudocia le adâncește, fiindcă susține că mâncase mărul primit de la împărat. Paulinus a fost executat și Eudocia exilată.

### Exilul și moartea
Eudocia se întoarce la Ierusalim, unde va muri în 460, supraviețuindu-i soțului cu 10 ani, fără implicarea în alte evenimente istorice.

## Opera
Eudocia a avut o contribuție substanțială la istoria literaturii. E vorba de operele epice în hexametri, care fac din împărăteasă un autor important al epocii, și o serie întreagă de centos, poeme care constau în rearanjarea versurilor clasicilor (Homer, în cazul împărătesei). Le va scrie mai ales în ultima parte a vieții, în exilul relativ lipsit de evenimente la Ierusalim.
Exegeții remarcă sinteza dintre cultura clasică greco-romană și creștinism pe care Eudocia o realizează în opera ei. Într-una din scrieri, ea povestește cum fusese dedicată lui Apollo la naștere, după care la șapte ani îi era prezentată lui Mithra, pentru ca ulterior să poarte torța Demetrei și șarpele lui Pallas Athena. Dar mai apoi, după o călătorie inițiatică pe Muntele Olimp, își dădea seama de „slăbiciunea demonilor” și renunța la „iluziile întunecate ale idolatriei”.

## Canonizarea
Aelia Eudocia a fost canonizată de Biserica Ortodoxă ca sfântă, sub numele de „Sf. Împărăteasă Evdochia”, fiind comemorată (pomenită) pe data de 13 august.